# Kayabağ
Kayabağ ist ein Dorf (Köy) im Landkreis Pertek der türkischen Provinz Tunceli. Im Jahr 2011 lebten in Kayabağ 76 Menschen. Die Ortschaft wurde umbenannt. Der frühere Ortsname war armenischen Ursprungs und lautete Ağzunik.